# Округ Макино (Мичиген)
Макино (енгл. Mackinac County) је округ у америчкој савезној држави Мичиген.

## Демографија
По попису из 2010. године број становника је 11.113, што је 830 (-6,9%) становника мање него 2000. године.
| Група             | 2000.         | 2010.         |
| Белци             | 9.506 (79,6%) | 8.411 (75,7%) |
| Афроамериканци    | 24 (0,2%)     | 57 (0,5%)     |
| Азијати           | 37 (0,3%)     | 22 (0,2%)     |
| Хиспаноамериканци | 107 (0,9%)    | 126 (1,1%)    |
| Укупно            | 11.943        | 11.113        |